# Barrio Balboa
Barrio Balboa è un comune (corregimiento) della Repubblica di Panama situato nel distretto di La Chorrera, provincia di Panama. Si estende su una superficie di 7,9 km² e conta una popolazione di 29.589 abitanti (censimento 2010).